# Landtagswahl in Mecklenburg-Vorpommern 2006
- PDS: 13
- SPD: 23
- FDP: 7
- CDU: 22
- NPD: 6

- Regierung: 45
- Opposition: 26

Bei der Landtagswahl in Mecklenburg-Vorpommern 2006 wurde der fünfte Landtag von Mecklenburg-Vorpommern gewählt. Die Wahl fand am 17. September 2006 statt. Dabei wurde der Landtag erstmals für eine Dauer von fünf Jahren gewählt.  Nachdem die Landtagswahlen 1994, 1998 und 2002 gleichzeitig mit der Bundestagswahl stattgefunden hatten, fielen die Wahltermine wegen der vorgezogenen Bundestagswahl 2005 erstmals wieder auseinander. Die Wahlbeteiligung sank deshalb von 70,6 % auf 59,2 %.

## Ausgangslage
Seit 1998 regierte in Mecklenburg-Vorpommern eine rot-rote Koalition unter Ministerpräsident Harald Ringstorff (Kabinett Ringstorff I), die nach der Landtagswahl 2002 fortgesetzt wurde (Kabinett Ringstorff II). In dem Dreiparteiensystem aus SPD, CDU und PDS war die CDU die einzige Oppositionspartei.
Erstmals seit 1990 wurde die Landtagswahl von der Bundestagswahl getrennt durchgeführt. Dies hatte einen deutlichen Rückgang der Wahlbeteiligung zur Folge, die 1998 noch bei fast 80 Prozent und 2002 bei 70,6 Prozent gelegen hatte. Eine im Vergleich zu anderen Bundesländern befürchtete extrem niedrige Beteiligung blieb allerdings aus. Eine starke Wählermobilisierung gelang insbesondere einer Kampagne gegen den Einzug der NPD ins Parlament, die in einer bundesweit bisher einmaligen Aktion auch von allen drei Regionalzeitungen und den Rundfunksendern des Landes getragen wurde.
Die Gleichzeitigkeit der Landtags- mit der Bundestagswahl begünstigte ein von 1994 bis 2006 ungewöhnlich stabiles Dreiparteiensystem aus SPD, CDU und PDS bzw. Linkspartei. Der Polarisierungseffekt zugunsten der Volksparteien CDU und SPD sowie die hohe Wahlbeteiligung erschwerten tendenziell den kleineren Parteien den Einzug in das Parlament, so dass die FDP, Bündnis 90/Die Grünen sowie die NPD und andere rechtsradikale Parteien regelmäßig an der Fünf-Prozent-Hürde scheiterten. Nur 1990 war der FDP knapp der Einzug in den Landtag geglückt.

## Spitzenkandidaten

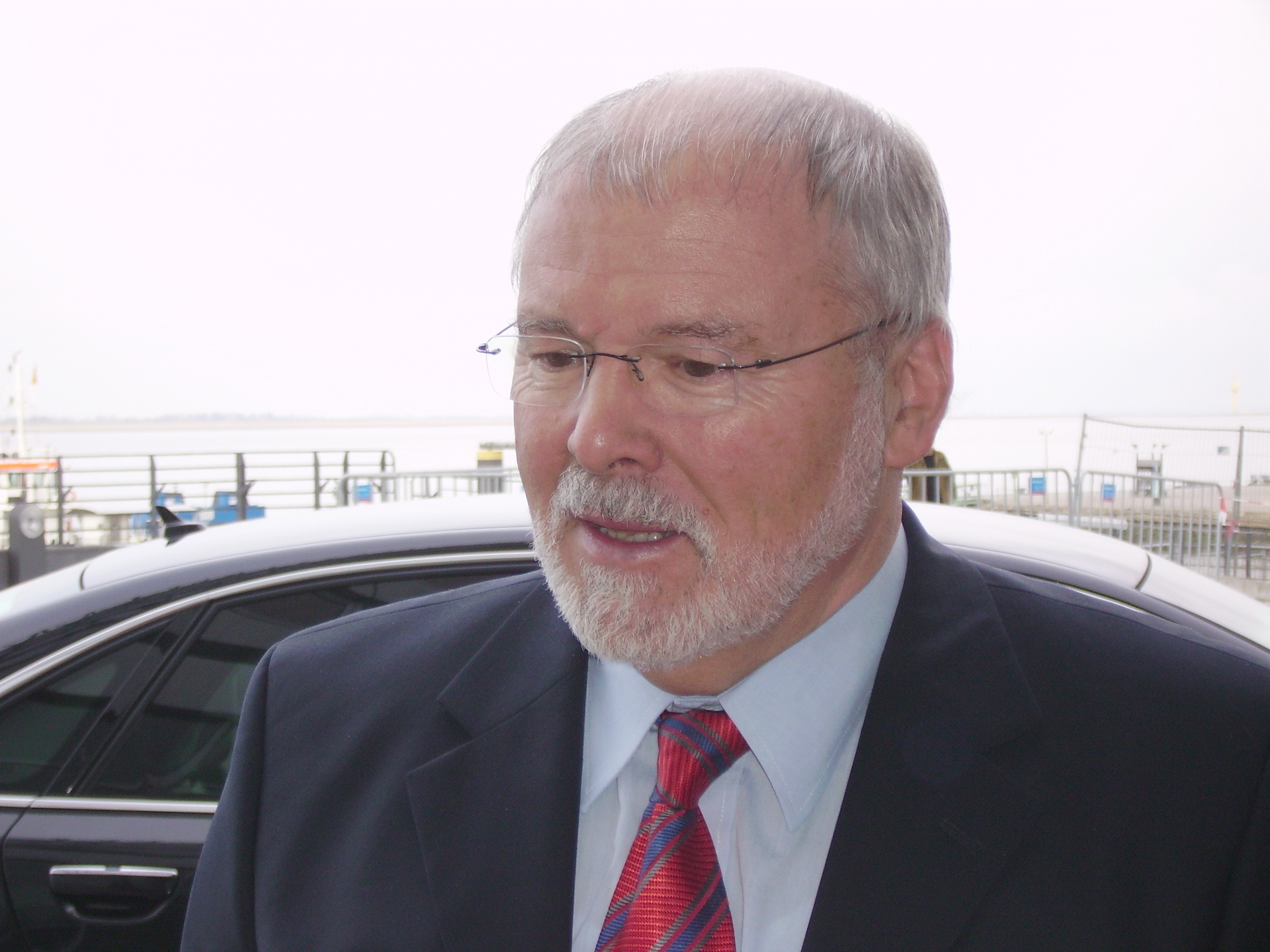
Harald Ringstorff, Ministerpräsident ab 1998 und Spitzenkandidat der SPD

Spitzenkandidat der SPD war Ministerpräsident Harald Ringstorff. Für die CDU trat Jürgen Seidel als Spitzenkandidat an, die PDS nominierte Umweltminister Wolfgang Methling und für die FDP trat Michael Roolf an. Für die Grünen traten Ulrike Seemann-Katz und Hendrik Fulda an. Für die NPD trat Udo Pastörs als Spitzenkandidat an.

## Wahlkampf
Durch die Entkoppelung der Landtags- und der Bundestagswahl wurden landespolitische Themen deutlich aufgewertet und wurden nun nicht mehr so stark von der Bundespolitik überlagert. Noch 2002 hatten bundes- oder gar außenpolitische Themen (Elbeflut, Irakkrieg) die Wahl in Mecklenburg-Vorpommern bestimmt.
Die Wirtschaftsprobleme in Mecklenburg-Vorpommern waren das alles andere dominierende Thema vor der Wahl. Bei einer Umfrage von Infratest dimap im Auftrag der ARD nannten 88 Prozent der Befragten die Arbeitslosigkeit und 27 Prozent die Wirtschaft als wichtigste Probleme des Landes, gefolgt von Bildung (21 Prozent) und sozialer Ungerechtigkeit (10 Prozent). Ein umstrittenes landespolitisches Thema war die Verwaltungs- und Kreisreform. Die CDU lehnte diese im Wahlkampf ab und reichte Klage dagegen ein. Nach der Wahl besetzte sie allerdings das für die Kreisreform zuständige Innenministerium und führte das Projekt in der großen Koalition weiter.
Unpopulär war auch der G8-Gipfel in Heiligendamm 2007, gegen den besonders die Linkspartei Wahlkampf betrieb.

## Ergebnis

Gewonnene Direktmandate nach Parteien in den Wahlkreisen (Erststimmen). Die SPD gewann 15 Wahlkreise, die CDU 20 und die PDS einen.

Nach dem amtlichen Endergebnis musste die mit der PDS regierende SPD unter Ministerpräsident Harald Ringstorff gegenüber dem guten, vom starken Bundestrend geprägten Ergebnis von 2002 Verluste im zweistelligen Prozentbereich hinnehmen, blieb jedoch knapp stärkste Kraft vor der CDU.
Die CDU erlitt Verluste von 2,5 Prozentpunkten, erhielt aber die Mehrheit der Direktmandate, während die PDS ihr Ergebnis von 2002 stabilisierte (+0,4 Prozentpunkte).
Wolfgang Methling (PDS) gewann im Landtagswahlkreis Rostock II das einzige Direktmandat, das nicht an einen Kandidaten von CDU oder SPD ging.
Die FDP zog mit einem Plus von 4,9 Prozentpunkten und einem Ergebnis von 9,6 Prozent erstmals seit der Wahl 1990 wieder in den Landtag ein.
Die größten Gewinne (+6,5 Prozentpunkte) erzielte die NPD, die mit einem Ergebnis von 7,3 Prozent und sechs Abgeordneten erstmals in den Landtag einziehen konnte und im östlichen Teil des Landes Stimmenanteile von bis zu 15 Prozent erzielte. Die Grünen scheiterten trotz leichter Stimmengewinne (+0,8 Prozentpunkte) mit einem Ergebnis von 3,4 Prozent deutlich am Einzug in den Landtag.
Mit dem Einzug von FDP und NPD in den Landtag erweiterte sich das Parteienspektrum von einem Drei- zu einem Fünfparteiensystem. Für besonderes Aufsehen sorgte das Abschneiden der rechtsextremen NPD. Mit einer Mischung aus Kapitalismuskritik, Verschwörungstheorien, Nationalismus bzw. Nationalsozialismus, Populismus und revanchistischer Heimatverbundenheit bediente sie im Wahlkampf die weit verbreitete Parteienverdrossenheit der Wähler.
Die Wählerwanderungen gegenüber 2002 zugunsten der NPD wiesen neben 12.000 vormaligen Nichtwählern einen Zulauf von 12.000 CDU-, 7.000 SPD- und 4.000 PDS-Wählern aus.
| Listen                                           | Listen            | Erststimmen | Erststimmen | Erststimmen | Erststimmen | Zweitstimmen | Zweitstimmen | Zweitstimmen | Zweitstimmen | Mandate | Mandate |
| Listen                                           | Listen            | Stimmen     | %           | +/-         | Mandate     | Stimmen      | %            | +/-          | Mandate      | Anzahl  | +/-     |
| ------------------------------------------------ | ----------------- | ----------- | ----------- | ----------- | ----------- | ------------ | ------------ | ------------ | ------------ | ------- | ------- |
|                                                  | SPD               | 245.370     | 30,1        | –10,1       | 15          | 247.312      | 30,2         | –10,4        | 8            | 23      | –10     |
|                                                  | CDU               | 252.888     | 31,0        | –1,8        | 20          | 235.350      | 28,8         | –2,6         | 2            | 22      | –3      |
|                                                  | PDS               | 146.772     | 18,0        | ±0,0        | 1           | 137.253      | 16,8         | +0,4         | 12           | 13      | –       |
|                                                  | FDP               | 70.423      | 8,6         | +3,3        | –           | 78.440       | 9,6          | +4,9         | 7            | 7       | +7      |
|                                                  | NPD               | 57.008      | 7,0         | +6,7        | –           | 59.845       | 7,3          | +6,5         | 6            | 6       | +6      |
|                                                  | GRÜNE             | 26.991      | 3,3         | +1,6        | –           | 27.642       | 3,4          | +0,8         | –            | –       | –       |
|                                                  | FAMILIE           | –           | –           | N/A         | –           | 9.463        | 1,2          | N/A          | –            | –       | –       |
|                                                  | GRAUE             | 2.438       | 0,3         | +0,2        | –           | 5.602        | 0,7          | +0,5         | –            | –       | –       |
|                                                  | WASG              | 2.459       | 0,3         | N/A         | –           | 4.281        | 0,5          | N/A          | –            | –       | –       |
|                                                  | Bündnis für M-V   | 4.000       | 0,5         | N/A         | –           | 3.547        | 0,4          | N/A          | –            | –       | –       |
|                                                  | Deutschland       | 2.653       | 0,3         | N/A         | –           | 3.131        | 0,4          | N/A          | –            | –       | –       |
|                                                  | PBC               | 800         | 0,1         | +0,1        | –           | 1.957        | 0,2          | +0,1         | –            | –       | –       |
|                                                  | AGFG              | 666         | 0,1         | N/A         | –           | 1.882        | 0,2          | N/A          | –            | –       | –       |
|                                                  | AB                | –           | –           | N/A         | –           | 951          | 0,1          | N/A          | –            | –       | –       |
|                                                  | APD               | –           | –           | N/A         | –           | 774          | 0,1          | N/A          | –            | –       | –       |
|                                                  | Offensive D       | –           | –           | –1,0        | –           | 631          | 0,1          | –1,6         | –            | –       | –       |
|                                                  | Einzelbewerber    | 3.620       | 0,4         | ±0,0        | –           | –            | –            | –            | –            | –       | –       |
| Gesamt                                           | Gesamt            | 816.088     | 100         |             | 36          | 818.061      | 100          |              | 35           | 71      | –       |
|                                                  |                   |             |             |             |             |              |              |              |              |         |         |
| Ungültige Stimmen                                | Ungültige Stimmen | 20.930      | 2,5         | –0,3        |             | 18.957       | 2,3          | –0,1         |              |         |         |
| Wähler                                           | Wähler            | 837.018     | 59,1        | –11,4       |             | 837.018      | 59,1         | –11,4        |              |         |         |
| Wahlberechtigte                                  | Wahlberechtigte   | 1.415.321   |             |             |             | 1.415.321    |              |              |              |         |         |
|                                                  |                   |             |             |             |             |              |              |              |              |         |         |
| Quellen: Der Landeswahlleiter: Stimmen - Mandate |                   |             |             |             |             |              |              |              |              |         |         |

## Regierungsbildung
Die bisherige rot-rote Koalition hätte mit 36 von 71 Mandaten zwar weiterhin eine knappe Mehrheit im Landtag gehabt, die SPD entschied sich jedoch für eine Große Koalition mit der CDU (Kabinett Ringstorff III). Damit kam es in Mecklenburg-Vorpommern nach 1994 und 1998 zum dritten Mal zu einem halben Regierungswechsel, bei dem ein Koalitionspartner in der Regierung blieb, um mit einem neuen Partner zu koalieren. Harald Ringstorff wurde mit 42 von 71 möglichen Stimmen zum Ministerpräsidenten wiedergewählt, obwohl die Koalition über 45 Sitze verfügte. Sein Gegenkandidat Udo Pastörs (NPD) erhielt 6 Stimmen, was der Anzahl der NPD-Landtagsmandate entsprach. Am 3. Oktober 2008 traten Ringstorff (aus Altersgründen) und zwei weitere Minister zurück, neuer Ministerpräsident wurde der bisherige Sozialminister Erwin Sellering (SPD), der seitdem das Kabinett Sellering I führte.